# Андросов, Геннадий Иванович
Генна́дий Ива́нович Андро́сов (1 августа 1939, Красное — 21 марта 2016, Львов) — советский пловец, специализировавшийся на плавании вольным стилем и комплексном плавании. Выступал на всесоюзном уровне в период 1956—1963 годов, участник двух летних Олимпийских игр, чемпион Европы, победитель первенств всесоюзного и республиканского значения. На соревнованиях представлял спортивное общество «Динамо». Мастер спорта СССР (1956). Заслуженный мастер спорта СССР. Также известен как преподаватель Львовского государственного института физической культуры.

## Биография
Родился 1 августа 1939 года в селе Красное Чановского района Новосибирской области.
Впоследствии переехал на постоянное жительство в Украинскую ССР, в 1962 году окончил Львовский государственный институт физической культуры. Состоял в львовском областном совете спортивного общества «Динамо».
Первого серьёзного успеха на всесоюзном уровне добился в возрасте семнадцати лет в сезоне 1956 года, когда стал чемпионом Советского Союза в плавании на 1500 метров вольным стилем. Благодаря череде удачных выступлений удостоился права защищать честь страны на летних Олимпийских играх в Мельбурне, тем не менее не смог пройти здесь дальше предварительного квалификационного заплыва, где занял пятое место и показал время 19:22,6.
В 1957 году Андросов установил мировой рекорд на дистанции 400 метров комплексным плаванием (5.09,4). В следующем сезоне стал серебряным призёром всесоюзного первенства на полукилометровой дистанции и побывал на чемпионате Европы по водным видам спорта в Будапеште, откуда привёз награду бронзового достоинства, выигранную в той же дисциплине — в финале его обошли только британец Иэн Блэк и венгр Йожеф Катона. Находясь в числе лидеров советской национальной сборной, благополучно прошёл квалификацию на Олимпийские игры 1960 года в Риме — улучшил свой результат на дистанции 1500 метров вольным стилем, показав в пятом предварительном заплыве время 18:39,0, однако этого всё равно оказалось недостаточно для попадания на следующий этап соревнований.
На чемпионате СССР 1961 года Геннадий Андросов одержал победу сразу в двух дисциплинах, в плавании на 400 метров вольным стилем и в эстафете 4 × 200 метров вольным стилем. Год спустя был лучшим в комплексном плавании на 400 метров и выступил на европейском первенстве в Лейпциге, где так же обогнал всех соперников и завоевал золото. В 1963 году вновь выиграл всесоюзное первенство в программе комплексного плавания на 400 метров и стал бронзовым призёром в плавании на 1500 метров вольным стилем. Планировал принять участие в Олимпийских играх 1964 года в Токио, но на одной из тренировок получил серьёзную травму ноги, в течение полугода проходил лечение и в связи с этим вынужден был завершить карьеру спортсмена. За выдающиеся спортивные достижения удостоен почётного звания «Заслуженный мастер спорта СССР» (1963).
Завершив спортивную карьеру, начиная с 1965 года в течение многих лет работал преподавателем на кафедре плавания в Львовском государственном институте физической культуры. Автор методических материалов, научного исследования на тему «Методы определения состояния тренированности и работоспособности пловцов». В период 1990—1995 годов возглавлял кафедру плавания. Доцент (1992).
Умер 21 марта 2016 года во Львове в возрасте 76 лет. Похоронен на кладбище в Брюховичах.